# Manoir de Guiberne
Le manoir de Guiberne est un monument historique situé à Vallon-sur-Gée, dans la région historique du Maine, en France.

## Historique
En totalité, le logis, les pavillons nord-est, sud-est et sud-ouest; la terrasse et son mur de soutènement, le puits; les douves avec leurs murs de soutènement; les ponts, l'allée d'arrivée, le terrain d'assiette de la plate-forme fossoyée; le terrain d'assiette des anciens jardins ainsi que les façades et toitures des bâtiments de communs et de logement du fermier font l'objet d'une inscription aux  monuments historiques par arrêté du 24 août 2011.